# نیکی بیست
نیکی بیست (انگلیسی: Nicky Bissett؛ زادهٔ ۵ آوریل ۱۹۶۴) بازیکن فوتبال اهل بریتانیا است.
از باشگاه‌هایی که در آن بازی کرده‌است می‌توان به باشگاه فوتبال بارنت اشاره کرد.